# Cotonnière Nouvelle Orléans

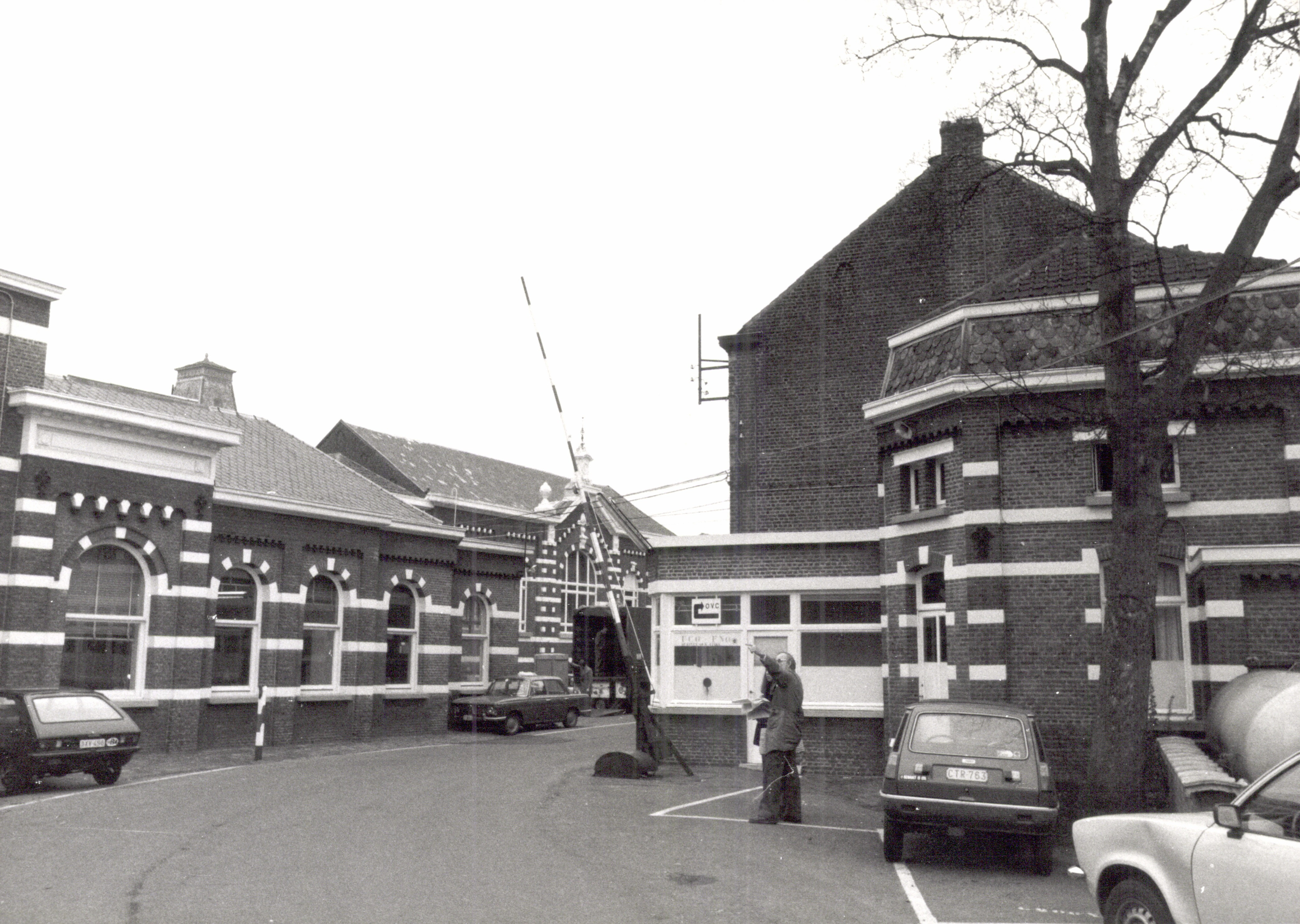
Cotonnière Nouvelle Orléans

Cottonière Nouvelle Orléans was een katoenspinnerij in Gent, actief van 1896 tot 1957 toen het na een fusie werd omgedoopt tot Filature Nouvelle Orléans (FNO). 